# N36 (Niger)
Die N36 oder RN36 ist eine hochrangige Straße vom Typ Nationalstraße (französisch route nationale) in den Regionen Dosso und Tahoua in Niger.

## Verlauf und Charakteristik
Die N36 ist insgesamt 165,9 Kilometer lang. Sie beginnt in der Region Dosso in der Stadt Dogondoutchi als Abzweigung von der N1. Noch in Dogondoutchi zweigt links die N23 ab. Die N36 führt weiter durch das Dorf Togone und den Gemeindehauptort Matankari. Im Dorf Bagagi zweigt links die Route 341 nach Soucoucoutane und im Gemeindehauptort Dogonkiria rechts die Route 331 nach Guéza ab. Nach dem Dorf Maïmakaïné erreicht die Nationalstraße das Dorf Toudoun Jaka, wo links die Route 330 nach Rigia Samna abzweigt.
Die N36 verlässt nun die Region Dosso und setzt sich in der Region Tahoua fort. Sie verläuft durch den Departementshauptort Bagaroua, wo rechts die N15 nach Badaguichiri abzweigt. Sie mündet schließlich im Gemeindehauptort Tébaram in die N25.
Es handelt sich bei der N36 um eine moderne Erdstraße.